# Wächterhaus (Freiberg-Süd)
Koordinaten: 50° 54′ 38″ N, 13° 21′ 12″ O

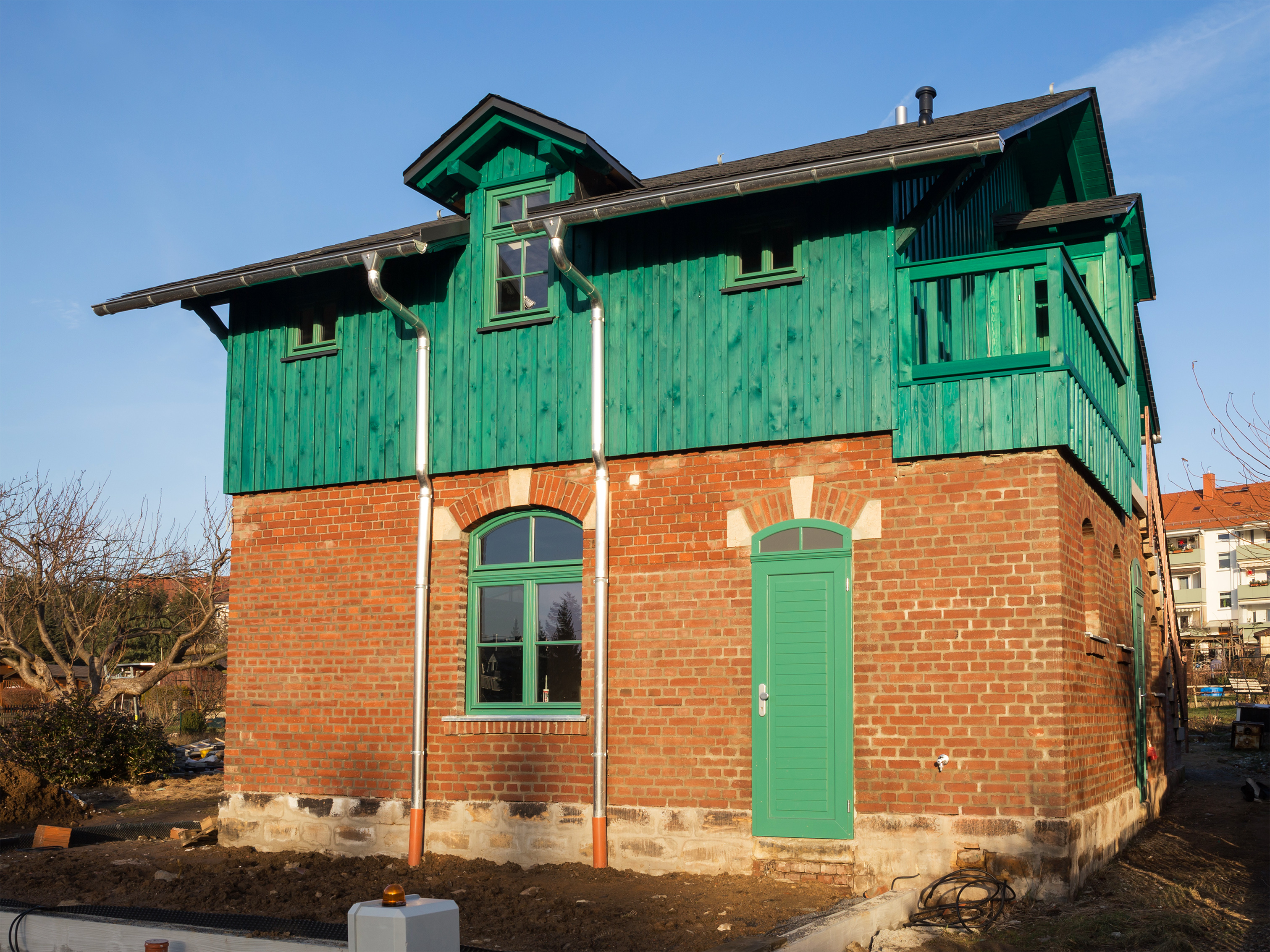
Das Wächterhaus 2016

Das älteste erhaltene historische Wächterhaus befindet sich inmitten der Kleingartenanlage „6. Maßschacht“ e. V. der Silberhofstraße 11a in Freiberg-Süd – der sogenannten Bahnhofsvorstadt.

## Geschichte der Gebäude
1902 als erstes von zwei Wächterhäusern in Freiberg errichtet, zählt es heute zu den einzigen noch erhaltenen Bauwerken dieser Art in Sachsen und ganz Deutschland. Das zweite Wächterhaus steht in der Kleingartenanlage in Freiberg-Ost in der Scheunenstraße 2a.⊙
Aufgrund ihrer Einzigartigkeit und der Besonderheit, die sie in der Entwicklungsphase des Kleingartenwesens darstellen, sind beide auf der Liste der Kulturdenkmale in Freiberg-Süd bzw. Freiberg-Ost gelistet.
Das Gartenhaus diente bis ins Jahr 1992 einerseits der Unterbringung des Wärters der Kleingartenanlage. Die jeweiligen Wärter wohnten im Obergeschoss vergünstigt zur Miete und gingen hauptamtlichen unterschiedlichen Berufen nach. Andererseits waren im Erdgeschoss Gerätschaften, Toiletten und Räume für Schüler zum Schulgartenunterricht untergebracht. Letzterer hat an diesem Standort mit den 1898 gegründeten ersten Schülerbeeten eine langjährige Tradition.
Ab 1992 stand das Wächterhaus in Freiberg-Süd leer.

## Zukunft der Gebäude
Im November 2015 erfolgte der Spatenstich für eine grundlegende Sanierung und Wiedernutzbarmachung, die – Stand Dezember 2016 – sichtbar fortgeschritten und am Gebäude abgeschlossen ist.